# Agenzia Italiana del Farmaco

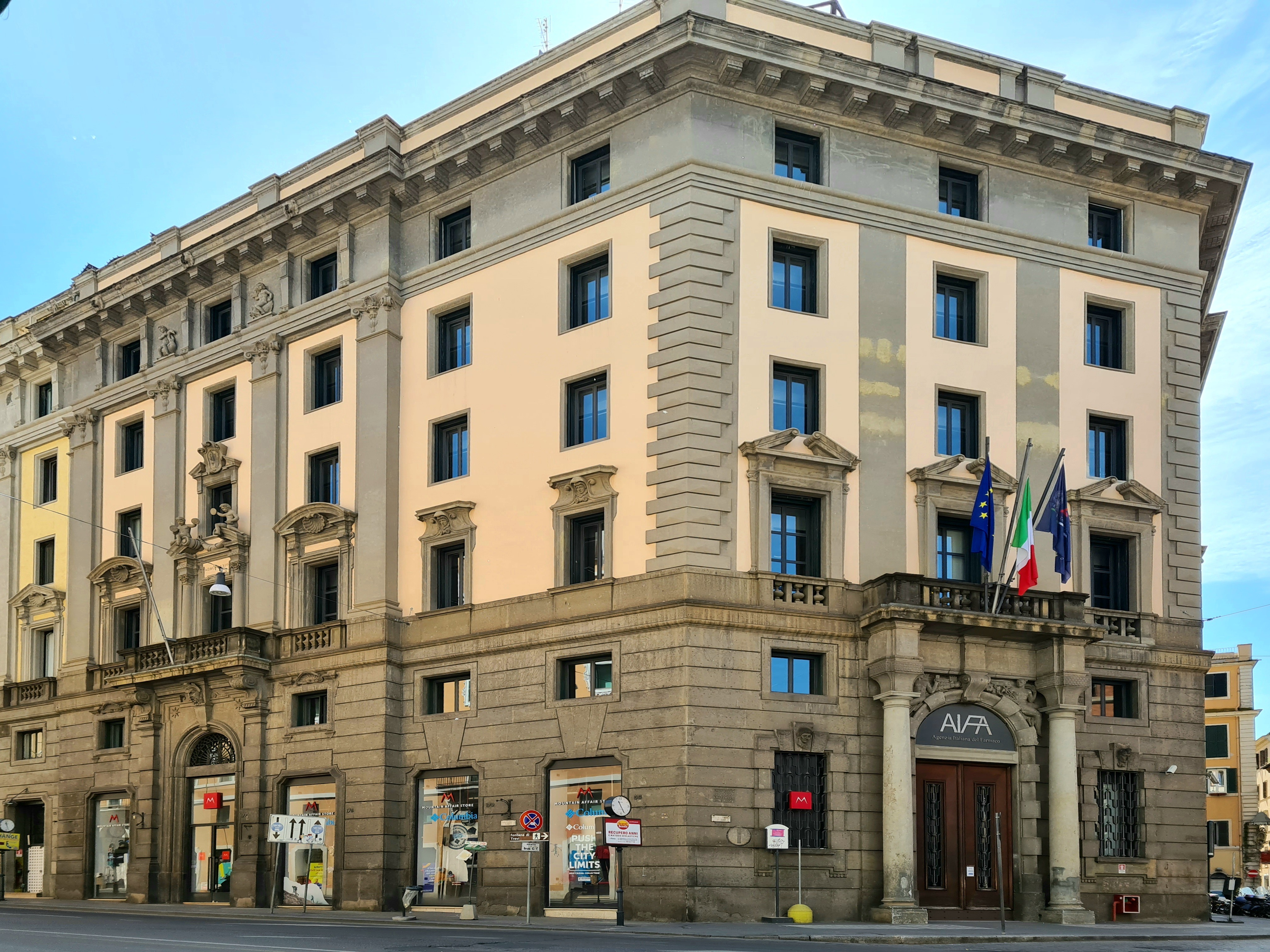
Sitz der AIFA in Rom

Die Agenzia Italiana del Farmaco (AIFA – italienisch Italienische Arzneimittelagentur) ist eine Körperschaft des öffentlichen Rechts, die für die Regulierung von Arzneimitteln in Italien zuständig ist. Sie wurde 2003 gegründet und nahm im Juli 2004 den Betrieb auf.

## Aufgaben
Die AIFA arbeitet unabhängig unter der Aufsicht des Gesundheitsministerium und des Ministeriums für Wirtschaft und Finanzen. Sie arbeitet mit den Regionen, dem Italienischen Nationalen Gesundheitsinstitut (Istituto Superiore di Sanità – ISS), Forschungskrankenhäusern (Istituti di ricovero e cura a carattere scientifico), dem Servizio Sanitario Nazionale (Nationaler Gesundheitsdienst), Patientenverbänden, Ärzten, wissenschaftlichen Gesellschaften und den Produktions- und Vertriebsunternehmen zusammen. Sie führt den Zulassungsprozess der Arzneimittel von der Registrierung und Marktzulassung bis hin zur Kontrolle der Produktionsstätten und der Herstellungsqualität durch. Hierzu gehören die Prüfung der Arzneimittelsicherheit, der Indikationen bis hin zur Preisfestsetzung und dem Erstattungsrahmen.

## Organisation
Die AIFA wird von Nicola Magrini geleitet. Die Agentur hat folgende Untergliederungen:
- Abteilung für Vorzulassung,
- Abteilung für Zulassung von Arzneimitteln,
- Abteilung für die Überwachung nach der Markteinführung,
- Abteilung für Wirtschaftsstrategie von Arzneimitteln,
- Abteilung für Inspektion und Zertifizierung
- Abteilung für Verwaltung

Hinzu kommen diverse Referate.